# Якобинска кукувица
Якобинската кукувица (Clamator jacobinus) е вид птица от семейство Cuculidae. Видът е незастрашен от изчезване.

## Разпространение
Разпространен е в Ангола, Бангладеш, Бенин, Ботсвана, Буркина Фасо, Бурунди, Камерун, Централноафриканска република, Чад, Китай, Демократична република Конго, Кот д'Ивоар, Еритрея, Етиопия, Габон, Гамбия, Гана, Гвинея, Индия, Кения, Лесото, Малави, Мали, Мавритания, Мозамбик, Мианмар, Намибия, Непал, Нигер, Нигерия, Оман, Пакистан, Руанда, Саудитска Арабия, Сенегал, Сомалия, Южна Африка, Южен Судан, Шри Ланка, Судан, Свазиленд, Танзания, Того, Уганда, Йемен, Замбия и Зимбабве.